# Geotraces
 (février 2021).
La mise en forme du texte ne suit pas les recommandations de Wikipédia : il faut le « wikifier ».
Les points d'amélioration suivants sont les cas les plus fréquents. Le détail des points à revoir est peut-être précisé sur la page de discussion.
- Les titres sont pré-formatés par le logiciel. Ils ne sont ni en capitales, ni en gras.
- Le texte ne doit pas être écrit en capitales (les noms de famille non plus), ni en gras, ni en italique, ni en « petit »…
- Le gras n'est utilisé que pour surligner le titre de l'article dans l'introduction, une seule fois.
- L'italique est rarement utilisé : mots en langue étrangère, titres d'œuvres, noms de bateaux, etc.
- Les citations ne sont pas en italique mais en corps de texte normal. Elles sont entourées par des guillemets français : « et ».
- Les listes à puces sont à éviter, des paragraphes rédigés étant largement préférés. Les tableaux sont à réserver à la présentation de données structurées (résultats, etc.).
- Les appels de note de bas de page (petits chiffres en exposant, introduits par l'outil «  Source ») sont à placer entre la fin de phrase et le point final[comme ça].
- Les liens internes (vers d'autres articles de Wikipédia) sont à choisir avec parcimonie. Créez des liens vers des articles approfondissant le sujet. Les termes génériques sans rapport avec le sujet sont à éviter, ainsi que les répétitions de liens vers un même terme.
- Les liens externes sont à placer uniquement dans une section « Liens externes », à la fin de l'article. Ces liens sont à choisir avec parcimonie suivant les règles définies. Si un lien sert de source à l'article, son insertion dans le texte est à faire par les notes de bas de page.
- La présentation des références doit suivre les conventions bibliographiques. Il est recommandé d'utiliser les modèles {{Ouvrage}}, {{Chapitre}}, {{Article}}, {{Lien web}} et/ou {{Bibliographie}}. Le mode d'édition visuel peut mettre en forme automatiquement les références.
- Insérer une infobox (cadre d'informations à droite) n'est pas obligatoire pour parachever la mise en page.

Pour une aide détaillée, merci de consulter Aide:Wikification.
Si vous pensez que ces points ont été résolus, vous pouvez retirer ce bandeau et améliorer la mise en forme d'un autre article.

GEOTRACES est un programme de recherche international qui vise à améliorer la compréhension des cycles biogéochimiques dans les océans.
Le concept de cycle décrit la voie par laquelle un élément chimique se déplace à travers les trois principaux compartiments de la Terre (tels que les continents, l'atmosphère et l'océan). Ces cycles sont directement liés à la dynamique climatique et sont fortement affectés par le changement global, il est donc essentiel de les quantifier,.
GEOTRACES se concentre sur la partie océanique des cycles, avec pour ambition de cartographier la répartition des oligo-éléments et des isotopes dans l'océan et de comprendre les processus contrôlant cette distribution. Certains de ces oligo-éléments sont directement liés au climat via, par exemple, leur rôle de nutriments essentiels à la vie ; d'autres permettent de quantifier les processus océaniques (origine et dynamique de la matière, âge des masses d'eau, etc.) ; certains d'entre eux sont des polluants (par exemple, le plomb ou le mercure). La modélisation basée sur les données collectées permettra ainsi de réaliser des progrès substantiels dans la compréhension du présent et du passé de l'océan et d'améliorer les projections de la réponse de l'océan au changement global.
GEOTRACES est organisé au niveau international sous les auspices du Comité scientifique pour la recherche océanique (du Conseil international pour la science). Sa gestion est supervisée par un comité scientifique directeur (CSD), avec des représentants de 15 pays du monde entier, et le programme implique la participation active de plus de 30 pays.
Le comité scientifique directeur (CSD) de GEOTRACES était initialement dirigé par les coprésidents Robert F. Anderson de l'Observatoire de la Terre Lamont-Doherty (université Columbia) et Gideon M. Henderson de l'Université d'Oxford. Les coprésidents actuels[Quand ?] sont Maeve Lohan (Université de Southampton) et Karen Casciotti (Université Stanford).

## Genèse
Après quelques années en phase de planification et de mise en œuvre, le plan scientifique GEOTRACES a été publié en 2006 et le programme GEOTRACES a officiellement lancé son effort maritime en janvier 2010. Cette phase devrait durer une décennie.

## Défis et points positifs
Les oligo-éléments servent de régulateurs des processus biologiques dans l'océan, influençant la dynamique des écosystèmes marins et le cycle du carbone . Malgré cette importance, la connaissance des cycles biogéochimiques marins de ces micronutriments essentiels est étonnamment incomplète. GEOTRACES quantifie l'apport, l'élimination, le cycle interne, la forme chimique et la distribution des micronutriments essentiels et autres oligo-éléments. Comprendre la sensibilité de ces cycles biogéochimiques aux conditions environnementales changeantes améliorera les projections de la réponse de l'océan au changement global.
Les cycles de nombreux oligo-éléments et isotopes ont été considérablement affectés par l'activité humaine, ce qui a augmenté le rejet d'éléments nocifs dans l'océan. L'accent mis par GEOTRACES sur la compréhension des processus régulant les cycles biogéochimiques marins des éléments traces améliorera la prévision du transport et du devenir des contaminants dans l'océan et contribuera ainsi à protéger l'environnement océanique.
Une grande partie de ce que l'on sait sur les conditions océaniques du passé et, par conséquent, sur le rôle de l'océan dans la variabilité du climat, provient des modèles d'éléments traces et d'isotopes enregistrés dans les archives marines (sédiments, coraux, etc.). Une meilleure connaissance des processus régissant ces traceurs dans l'océan moderne améliorera l'interprétation des conditions océaniques du passé, à partir de laquelle des prévisions plus fiables des changements futurs pourront être faites.

## Buts
Les points positifs seront atteints en poursuivant deux objectifs primordiaux :
- Déterminer les distributions océaniques mondiales d'oligo-éléments et isotopes sélectionnés, et évaluer les sources, les puits et le cycle interne de ces espèces afin de caractériser plus complètement les processus physiques, chimiques et biologiques régulant leurs distributions.
- Comprendre la réponse des cycles des oligo-éléments et des isotopes au changement global, aider à prédire l'avenir et améliorer les substituts chimiques des changements passés dans l'environnement océanique.

## Activités

### Navires GEOTRACES
L'élément central de GEOTRACES est une série de navires couvrant l'océan mondial et échantillonnant toute la colonne d'eau. Ces croisières GEOTRACES collecteront de l'eau sans contamination et particules pour l'analyse d'une large gamme d'oligo-éléments et d'isotopes. Cette stratégie est guidée par le principe selon lequel on en apprendra davantage grâce à une investigation complémentaire de plusieurs oligo-éléments que ce qui peut être réalisé dans une étude exhaustive d'un élément isolé.

### Interétalonnage
Assurer l'exactitude des résultats est essentiel si GEOTRACES veut construire un ensemble de données significatif. À cette fin, le comité normes et interétalonnage (N&I) est chargé de garantir que des données véridiques et précises sont générées dans le programme GEOTRACES grâce à l'utilisation de protocoles d'échantillonnage appropriés, de normes analytiques et de matériaux de référence certifiés, et le partage actif des méthodes et des résultats.
Étant donné que la concentration, l'activité ou la spéciation chimique d'un oligo-élément ou d'un isotope peut être affectée par les méthodes d'échantillonnage, la manipulation des échantillons et les déterminations analytiques, GEOTRACES suit la stratégie des navires pour occuper une station commune le long de leurs transects. Dans le même temps, deux campagnes menées par les États-Unis (2008 et 2009) ont fourni des échantillons pour l'interétalonnage aux laboratoires de nombreux pays. Des échantillons d'eau de mer peuvent être utilisés par d'autres laboratoires qui souhaitent se joindre à cet effort.
Des comparaisons de données simples comme les profils de profondeur montrent s'il y a des désaccords et, si tel est le cas, les chercheurs peuvent examiner leurs méthodes et même réaliser des analyses de données pour identifier et résoudre les problèmes.

### Gestion de données
La compilation des données dans des bases de données sécurisées et facilement consultables garantit la facilité d'utilisation et est essentielle au succès du programme. Le centre d'assemblage de données GEOTRACES (CADG) est responsable de la compilation, du contrôle de la qualité et de l'archivage sécurisé des données reçues des centres de données nationaux et des principaux navires internationaux GEOTRACES. Son objectif principal est d'intégrer les données de base GEOTRACES dans des ensembles de données mondiaux et de rendre ces données accessibles aux scientifiques qui y participent et à la communauté scientifique dans son ensemble, conformément à la politique de données GEOTRACES. Le CADG est hébergé au British Oceanographic Data Center et est supervisé par un comité dédié à représentation internationale.

## Produit de données GEOTRACES

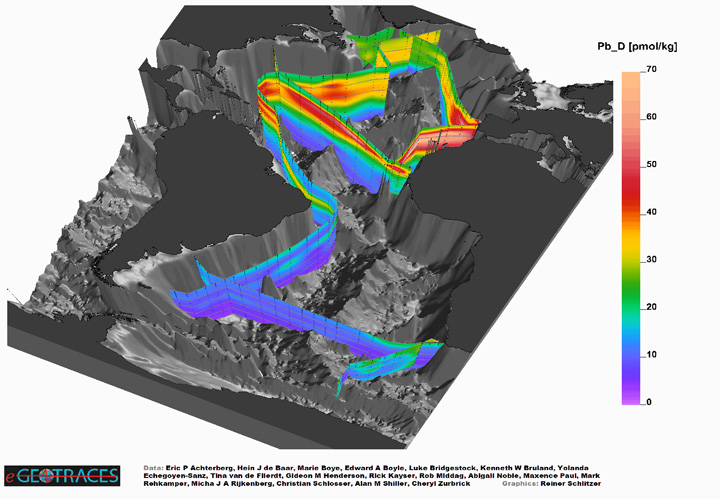
Cette scène 3D montre la distribution du plomb dissous (Pb) dans l'Atlantique. À une profondeur d'environ 500 à 2000 mètres, une bande rouge traverse l'océan Atlantique. Cela indique des concentrations de plomb relativement élevées. Les concentrations accrues sont dues aux émissions de gaz d'échappement des voitures en Europe et en Amérique du Nord qui se sont retrouvées dans l'environnement avant l'introduction de l'essence sans plomb. Dans l'image, l'Amérique du Sud est à gauche tandis que l'Afrique est à droite.

Les produits de données GEOTRACES sont disponibles gratuitement en ligne.  Le deuxième produit de données intermédiaire (IDP2017) a été publié en août 2017. Il contient des données hydrographiques et géochimiques marines récoltées au cours des six premières années du programme. La principale motivation du partage des données en ce moment est de renforcer et d'intensifier la collaboration avec la communauté élargie de la recherche océanographique. Dans le même temps, GEOTRACES sollicite des commentaires afin d'améliorer les futurs produits de données.
Le produit de données intermédiaires GEOTRACES,,  se compose de deux parties : le paquet de données numériques et l'atlas électronique eGEOTRACES.

### Paquet de données numériques
Le paquet de données numériques (disponible sur https://www.bodc.ac.uk/geotraces/data/dp/) contient les données de 77 campagnes et plus de 800 paramètres hydrographiques et géochimiques. Les données couvrent tous les océans, la densité de données étant la plus élevée en l'Atlantique.

### Atlas électronique d'eGEOTRACES
L'atlas électronique d'eGEOTRACES (disponible sur www.egeotraces.org) est basé sur l'ensemble de données numériques et fournit des images 2D et 3D de la répartition océanique de nombreux paramètres. Les figures 3D fournissent un contexte géographique crucial pour évaluer correctement l'étendue et l'origine des panaches de traceurs ainsi que pour déduire les processus agissant sur les traceurs et façonner leur répartition. Les nombreux liens vers d'autres traceurs, coupes et bassins trouvés sur les tracés de coupe et les animations 3D permettent une commutation rapide entre paramètres et domaines et facilitent les études comparatives. En outre, eGEOTRACES peut aider dans les activités d'enseignement et de sensibilisation et peut également faciliter la communication de résultats scientifiques socialement pertinents aux profanes ou aux décideurs intéressés.